# 스위스의 복고와 재생
스위스 역사에서 복고과 재생의 기간은 1814년에서 1847년까지 지속되었다. ‘복고’는 1814년에서 1830년까지의 기간이다. 이 기간 동안 1798년 나폴레옹 보나파르트가 헬베티아 공화국에 부과한 변화와 1803년 중재법을 통해 진행된 옛 체제로의 부분적인 복고를 단행했다. 개신교 주에서 농촌 인구는 자유주의주 헌법을 시행했으며, 부분적으로는 도시에서 무장 행진을 벌였다. 그 결과 1830년대 가톨릭 주에서 보수적인 반동이 일어나 1847년에는 내전이 발발했다.

## 복고
나폴레옹의 몰락이 임박한 것처럼 보였을 때 중재법은 1813년 12월 말에 중단되었고, 스위스의 모든 주에서 미래 헌법에 대한 긴 논의가 시작되었다.
1814년 4월 6일에서 1815년 8월 31일 사이에 열린 타크자충(19개 주 전체의 대표자 모임), 이른바 "장기의회"가 헌법을 대체하기 위해 취리히에서 소집되었다. 의회는 9월 12일 발레주, 뇌샤텔주, 제네바주가 연방의 정회원으로 승격될 때까지 교착 상태에 있었다. 이것은 칸톤의 수를 22개로 늘렸다. 그러나 의회는 비엔나 회의까지 거의 진전을 이루지 못했다.
비엔나 회의(1814년 9월 18일부터 1815년 6월 9일까지)에서 스위스는 한스 폰 라인하르트, 요한 하인리히 빌란트, 요한 폰 몬테나흐 세 명의 보수 정치인이 대표단을 이끌었다. 러시아 황제 알렉산드르 1세의 지원을 받아 베른으로부터의 독립을 위해 운동을 벌였던 보주의 프레데리크 세자르 드 라 하르페와 같은 비공식적인 로비스트들 외에도 많은 사람들이 국가의 재조직에 영향을 끼치려 했다. 반면 드 라 하르페는 스위스 통일공화국이 아닌 연방국가의 창설에 반대했다. 또한, 드 라 하르페와 그의 친구 앙리 모노드는 알렉산드르 황제에게 로비를 했고, 그는 차례로 나폴레옹에 반대하는 다른 연합국이 보두아와 아르고비아 독립을 인정하도록 설득했다.
공식 대표단은 스위스의 중립성을 인정받는 임무를 가지고 있었지만, 스위스 문제에 대한 유럽 강대국의 관심을 저해하는 복잡한 주 간의 경쟁과 다양한 의제 때문에 그들의 노력이 방해를 받았다. 3월 20일, 의회는 조정법의 19개 주의 영토 승인(새로 형성된 주에 영토를 잃은 주에 대한 재정적 보상 포함) 및 승인을 포함하여 스위스의 미래 지위에 대한 선언을 확정했다. 발레, 뇌샤텔 및 제네바의 일부는 스위스의 일부로, 발텔리나, 키아벤나 및 보르미오는 그리종에서 분리되어 롬바르디아-베네치아 왕국의 일부를 만들었다.
스위스의 중립 승인은 미정으로 남겨졌고, 5월 20일 나폴레옹이 엘바에서 돌아온 후 스위스의 타크자충은 연합군의 압력에 굴복하고 프랑스에 선전포고하여 연합군이 스위스 영토를 가로질러 통과하는 것을 허용했다(1815년의 소규모 작전 참조). 니클라우스 프란츠 폰 바흐만( Niklaus Franz von Bachmann) 장군 휘하의 스위스군은 의회의 명령 없이 프랑슈콩테( Franche-Comté)로 진격했으나 후퇴 명령을 받았다. 바젤 근처의 휘닝겐에 있는 프랑스 요새는 오스트리아와 스위스 군대에 의해 포위되어 8월 28일에 항복했다. 스위스인들은 특히 요제프 바르바네그레 장군이 바젤시에 포격을 가한 후 이 요새를 포위하기를 열망했다.
11월 20일의 파리 조약에는 스위스에 대한 재정적 보상이 포함되어 있었고, 제네바주(이전의 exclave)와 보주를 연결하는 작은 영토 이득을 얻었다. 가장 중요한 것은 이 조약에 모든 유럽 열강이 스위스의 항구적 중립을 인정하는 내용이 포함되어 있다는 것이다.
주 헌법은 1814년부터 독립적으로 제정되어 일반적으로 17세기와 18세기의 후기 봉건적 조건을 회복했다. 타크자충은 1815년 8월 7일 연방조약(Bundesvertrag)에 의해 재조직되었다.
타크자충은 빨간색 필드에 흰색 십자가로 구성된 오래된 깃발을 다시 도입하여 연맹의 인장과 문장에 사용했다.

## 복고의 결과
1830년 프랑스 7월 혁명 이후, 새로운 주 헌법을 요구하는 다수의 대규모 집회가 열렸다. 각 주마다 고유한 헌법이 있었기 때문에 각 주의 의회는 서로 다른 세부 사항을 다루었지만 모두 두 가지 주요 문제가 있었다. 첫째, 지역 입법부 의석과 타크자충의 할당 방식을 조정하여 헌법을 평화적으로 조정해야 한다고 주장했다. 특히 그들은 정부에서 주의 주도가 과도하다고 생각하는 것에 반대했다. 둘째, 헌법개정 방안을 모색했다. 헌법을 수정하거나 수정할 수 있는 방법이 있는 주는 거의 없었고 시민의 발의가 추가되는 것을 허용하지 않은 주도 거의 없었다.
첫 번째 회의는 1830년 10월과 11월에 투르가우의 바인펠덴 근처에서 열렸다. 11월에는 볼렌쉬빌, 아르가우, 주르제, 루체른, 그리고 마지막으로 취리히의 우스터 근처 우스터타크에서 회의가 열렸다. 12월에는 바트빌, 알트슈테텐 및 장크트갈렌 카펠의 장크트갈렌 주와 졸로투른의 발슈탈에서 3개의 집회가 있었다. 최종 회의는 1831년 1월 베른의 뮌싱겐에서 개최되었다.
집회에 대한 연설과 기사는 널리 배포되어 큰 인기를 얻었다. 군중은 일반적으로 잘 행동하고 질서 정연했다. 예를 들어, 볼렌쉬빌에서는 “예기치 않게 조용한 태도와 품위와 완벽한 질서로” 만났다고 보고되었다. 군중이 아라우(Freiämtersturm)와 장크트갈렌의 거리를 행진한 아르가우와 장크트갈렌에서도 시위행진은 평화로웠다. 집회와 행진에 이어, 주정부는 신속하게 집회의 요구를 수용하고 헌법을 수정했다.

## 재생
이 "복원된" 상황은 패트리샤트와 자유 도시가 이전 권력의 대부분을 되찾았고 농촌 주민들에게 불리하게 작용하여 1839년 취리푸치(Züriputsch)와 같은 반란과 폭력적인 갈등을 초래했음을 의미했다. 그러나 일부 공화당의 업적은 보존되었다., 예를 들면 대상 영토의 폐지, 아르가우 및 투르가우를 독립된 주로서 보존하고, 주의 모든 (남성) 시민의 평등한 정치적 권리 보장. 바젤에서는 충돌로 인해 1833년 바젤-시티와 바젤-국가가 분리되었다. 유사하게 아우서슈비츠주에서 일시적으로 분리되었다. 1831년 슈비츠주에서 분리되었으나, 평등주의 헌법이 제정된 후 1833년 슈비츠와 재통일되었다. 1830년 이래로 민주주의 세력은 상승세에 있었다. 스위스의 급진민주당은 이러한 민주적 세력을 구현했다. 다양한 주와 개별 시민의 권리 사이에 보다 긴밀한 관계가 있는 새로운 연방 헌법에 대한 요구는 스위스 급진당과 스스로를 젊은 스위스(la jeune Suisse)라고 하는 그룹과 같은 자유주의 그룹에서 발생했다. 실제로 급진당은 스위스의 모든 주에서 이러한 사상에 대한 자유주의적 지지를 불러일으키려는 의도로 처음에 젊은 스위스라는 그룹을 결성했다.
젊은 스위스와 같은 자유주의 그룹의 핵심 요구는 검열 폐지, 교회와 국가의 분리, 대중 주권 및 대의 민주주의였다. 또한 화폐의 균일한 시스템에 대한 요구도 포함되었다. 이러한 개혁, 특히 경제 개혁은 스위스 내 무역, 산업 및 은행 업무를 강화할 것이다. 그러나 화폐개혁이 가장 반대되는 개혁이었다. 이러한 경제적 요구에 대한 반대는 종교적 수사학으로 은폐되었다. 급진당과 젊은 스위스 당원들은 예수회에 의해 이교도라고 공격을 받았다. 이 정치적 갈등에서 패트리샤트를 대표하는 우익 보수당은 현대 스위스 자유민주당의 전신인 ‘자유사상’, ‘좌익 급진당’과 맞붙었다. 1830년대에 급진파가 권력을 잡았을 때, 그들은 1841년 아르가우의 가톨릭 교회에 제한을 가했다. 루체른은 보복으로 예수회를 주립 학교의 교사로 다시 승인했다. 이에 자극을 받은 무장 급진주의자들이 빌헬름 스넬이 이끄는 1844년과 1845년 프라이샤렌취게(Freischarenz üge) 주를 침공했다. 나중에 연방 참의원 울리히 오히젠바인 및 야콥 슈템플리. 고트프리트 켈러도 참가했지만, 전투에는 참가하지 않았다. 1845년의 침공은 프라이쉐를러에게 재앙으로 끝났고, 그중 35명이 사망했다. 급진파는 다시 정치적 수단으로 되돌아갔고, 예수회는 1847년 9월 3일 연방 타크자충의 법령에 의해 다시 추방되었다. (1973년에야 폐지된 법령).
1845년의 가톨릭 존더분트는 프라이샤렌취게에 대한 반동이었다. 주 간 조약을 위반하여 남부 동맹군이 증원되었다. 남군은 1847년 11월 준더분트 영토를 침공하여 준더분트 전쟁을 시작했는데, 기욤-앙리 뒤푸르 장군의 사려 깊은 캠페인 덕분에 양측 모두에서 100명 미만의 사상자가 발생했다.
적대 행위가 중단된 후 가톨릭 측이 불리한 점은 최초의 연방헌법에 의해 현대 스위스가 형성되었다.

## 같이 보기
- 1848년 혁명